# O Campeão (telenovela)
O Campeão é uma telenovela brasileira co-produzida pela Band e RTP e exibida pela Band de 25 de março a 4 de outubro de 1996 em 128 capítulos. Substituiu A Idade da Loba e foi substituída por Perdidos de Amor. Baseada na sinopse de Aguinaldo Silva, foi escrita inicialmente por Ricardo Linhares – que foi obrigado a abandonar a obra e voltar à Rede Globo por ainda estar sob contrato – e posteriormente por Mário Prata, com a colaboração de Alexandre Lydia, Mariana Mesquita e Reinaldo Moraes. A direção foi de Mauro Farias e Wilson Solon, com direção geral de Marcos Schechtman.
Conta com Paulo Goulart, Marília Pêra, Carlos Eduardo Dolabella, Nathalia Timberg, Beth Goulart, Licurgo Spínola, João Vitti e Sérgio Mamberti nos papéis principais.

## Produção
Em 1996 a TV Plus, empresa que produzia as novelas da Band, tentou negociar com Aguinaldo Silva para escrever uma novela para a emissora, uma vez que ele havia declarado na imprensa sua insatisfação com a direção da Rede Globo na época, porém ele recusou e indicou Ricardo Linhares em seu lugar, que era seu colaborador em novelas desde 1987 e estava com seu contrato perto do fim. Ricardo aceitou e começou a escrever O Campeão baseada numa sinopse dada a ele por Aguinaldo, a qual havia sido recusada pela Globo anos antes.
A Globo acionou a justiça quando a novela estreou, uma vez que o contrato de Linhares ainda estava vigente, e ofereceu duas alternativas: pagar a multa de quebra contratual ou renovar com eles, uma vez que não queriam abrir mão do autor. Assim, o Linhares foi obrigado a abandonar a própria obra após 50 capítulos escritos e Mário Prata foi contratado para escrever a outra metade. Como compensação, a Globo colocou Linhares para escrever sua primeira novela solo, Meu Bem Querer (1998).

## Enredo
Felipe Caldeira trava uma guerra há anos pela presidência do Pindorama Futebol Clube com o corrupto Alberto, que está no cargo há uma década e já desviou milhões com contratos superfaturados. A família de Felipe não é menos problemática: a irmã Adalgisa e o cunhado Ismael são dois malandros que vivem em sua aba; a esposa Elizabeth – grande amor do passado de Alberto – é uma mulher depressiva que nunca se perdoou por ter abandonado a carreira na música para se casar e nem imagina o caso do marido com Vânia; o filho Narciso é um jogador gay que vive reprimido por medo do pai e a filha Maria Isabel fugiu do Brasil em 1980 ao ser acusada de cúmplice no atentado político armado por seu marido, o ecologista Humberto.
Nessa fuga, seu filho recém-nascido foi sequestrado Mãezinha e Porfírio, golpistas perversos que exploram crianças para pedir dinheiro nas ruas. Após 17anos, Maria Isabel finalmente consegue voltar ao Brasil e se envolve em um triângulo amoroso com Renato, técnico que tenta salvar o Pindorama, e Weber, jornalista que a ajuda na busca pelo herdeiro. A volta dela também estremece o casamento de seu ex Humberto com Josefina.

## Elenco
| Ator/Atriz               | Personagem               |
| ------------------------ | ------------------------ |
| Paulo Goulart            | Felipe Caldeira          |
| Marília Pêra             | Elizabeth Caldeira       |
| Carlos Eduardo Dolabella | Alberto Drummond         |
| Nathalia Timberg         | Ana Corrêa (Mãezinha)    |
| Beth Goulart             | Maria Isabel Caldeira    |
| Licurgo Spínola          | Renato Alcântara         |
| João Vitti               | Weber Oliver             |
| Sérgio Mamberti          | Porfírio                 |
| Chico Diaz               | Humberto Campello        |
| Ísis de Oliveira         | Josefina Campello        |
| Cléo Ventura             | Adalgisa Caldeira        |
| Sidney Magal             | Ismael Caldeira          |
| Paulo Goulart Filho      | Narciso Caldeira         |
| Cristina Pereira         | Tia Olímpia              |
| Roberto Bomtempo         | Demerval                 |
| Léa Garcia               | Jerusa Vianna            |
| Clementino Kelé          | Leto Vianna              |
| Ângela Corrêa            | Ana Carolina Vianna      |
| Mary Sheila              | Maria Socorro Vianna     |
| Ciça Wellisch            | Vânia                    |
| Leonardo Franco          | Luiz Miguel              |
| Nina de Pádua            | Sílvia                   |
| Miriam Freeland          | Daniela                  |
| Tânia Bondezan           | Lourdes                  |
| Lourdes Mayer            | Hortência Corrêa         |
| Sérgio Abreu             | Rubinho                  |
| Lauro Góes               | Zé Eduardo               |
| Flávio São Thiago        | Abel                     |
| Margarida Carpinteiro    | Generosa                 |
| Luciano Quirino          | Cosme                    |
| Mateus Rocha             | Teobaldo                 |
| Dudu Azevedo             | Carlito / Lucas Caldeira |
| Lúcio Andrey             | Russo                    |
| Hylka Maria              | Cássia                   |
| Daniela Faria            | Leninha                  |
| Dyone Andrade            | Belinha                  |
| Matheus Aguiar           | Fabinho                  |
| Lu Rezende               | Aldeíde                  |
| Liu Arruda               | Xavier                   |
| Cycero Adame Feno        | Bruno Campello           |
| Tayna Adame Feno         | Tatiana Campello         |
| Sandra Pera              | Lola                     |

### Participações especiais
| Ator/Atriz       | Personagem |
| ---------------- | ---------- |
| Betty Faria      | Marilisa   |
| Chico Tenreiro   | Tavares    |
| Anabela Teixeira | Filomena   |
| Fernando Almeida | Edilberto  |
| Joana Medeiros   | Karina     |
| André Barros     | Tarso      |
| Claudio Handrey  | Jararaca   |

## Audiência
O primeiro capítulo marcou 2 pontos, 2 a menos que a estreia de A Idade da Loba. Variando entre 2 e 4 pontos, teve uma media geral de 2 pontos.